# MEDINA
MEDINA (сокращение от Model EDitor Interactive for Numerical Simulation Analysis) — это универсальная пре-/постпроцессорная программа для расчета симуляций в Методе конечных элементов (МКЭ).

Разработка МЕДИНы началась в начале 1990-х годов на Daimler-Benz AG, была продолжена debis Systemhaus,
а с 2001 года и по сей день ведётся фирмой T-Systems International GmbH.
The current release is MEDINA Rel. 8.2.

## Структура и интерфейс
MEDINA создавалась как универсальный пре-/постпроцессор, применяющийся во всевозможных областях МКЭ-симуляций. При этом MEDINA поддерживает и в состоянии работать с большинством ходовых CAD-Форматов, решателей (Solver) и операционных систем.
Последняя версия программы MEDINA Rel. 8.4. поддерживает следующие трёхмерные файловые форматы: CATIA, IGES, JT, SAT (ACIS), STEP, STL и VDA-FS.
Посредством технологии конвертирования трёхмерных форматов COM/FOX в T-Systems предоставляются возможности работы с данными, предоставленными в иных, не перечисленных выше форматах.
К числу распространённых поддерживаемых программой решателей в настоящее время относятся такие, как ABAQUS, LS-DYNA, NASTRAN, PAMCRASH, PERMAS.
В настоящий момент MEDINA может быть использована под следующими операционными системами и в таких архитектурных ландшафтах, как: Linux, Microsoft Windows, IBM / AIX, Hewlett Packard / HP-UX, Silicon Graphics / IRIX, SUN / SunOS.
Область применения программы распространяется как правило на решение таких задач, как краш-симуляции, расчёты усталостного износа и «жизненного цикла» механизмов и конструкций под воздействием термических и механических нагрузок, тестов на звуковую и вибрационную устойчивость (NVH — Noise Vibration Harshness), проверки на защиту пассажиров и экипажа транспортного средства (самолёт, автомобиль и т. п.).
MEDINA состоит из двух модулей: МКЭ-препроцессора(MEDINA.Pre) и МКЭ-постпоцессора(MEDINA.Post).
В МКЭ-препроцессоре происходит ввод всех необходимых данных для их дальнейшей передачи с целью расчёта в программу-решатель.
Этот модуль предоставляет пользователю следующие функциональные возможности:
- Импорт геометрических данных из САD программы
- Импорт дополнительных Meта данных из САD программы или из PDM системы
- Импорт МКЭ-моделей
- Последующая обработка CAD геометрии
- Соединение (связывание) различных моделей
- Структурирование моделей
- Определение параметров материалов
- Определение физических граничных (краевых) условий
- Определение нагрузки
- Создание спецификационных вводных данных (Input Deck) для соответствующего решателя (Solver)

В постпоцессоре происходит обработка расчётных, так называемых первичных данных, полученных от решателя.
К ней относятся:
- Расчёт производных величин, вторичных данных.
- Иллюстративное представление результатов (графики, анимация)
- Экспорт данных результатов
- Разработка отчётов

## Особенности МЕДИНы
MEDINA разрабатывалась и полностью оправдала своё предназначение в сфере ресурсоёмкого конструирования, расчётов, обработки и дальнейших симуляций объёмных МКЭ-моделей. MEDINA находит совё применение в числе прочего таких отраслях, как автоиндустрия и аэрокосмическая промышленность.
Существенное значение уделяется так называемым фрагментам конструкций и элементам соединения.
Посредством «фрагментов конструкций» (разрабатываемого механизма /агрегата) программа предоставляет возможность точного отображения в МКЭ-модели «узлов разрабатываемого объекта», используемых в системах CAD-/PDM.
Реализованные в программе «элементы соединения / сопряжения» служат для генерического моделирования, равно как для специфических решений в столь употребительных техниках сопряжения элементов как сварка, резьбовые соединения, склеивание и т. д.

В процессе так называемого ассемблирования происходит сведение так называемых Parts-структур («фрагментов конструкций») и «элементов соединения» в законченную МКЭ-модель, представляющую собой некий конструируемый объект (автомобиль, самолёт и т. п.).
Эта модель служит объектом для изучения свойств и симуляции поведения конструируемого объекта.
Каждый отдельно взятый шаг пре- и постпроцессорной обработки, равно как и состоящие из этих шагов последовательности легко настраиваются и управляются посредством протоколов и скриптов. Так называемые динамические команды позволяют расширить стандартные возможности программы в соответствии с пользовательскими нуждами.

## Пользователи
На основе исторически сложившихся особенностей своей направленности для создания и обработки МКЭ-моделей сложных механизмов, МЕДИНА находит своё применение преимущественно в немецкой автомобильной промышленности. Также программа применяется на предприятиях аэрокосмической и химической отраслей, в инженерных бюро и университетах.